# Stecowa
Stecowa (ukr. Стецева) – wieś w rejonie śniatyńskim obwodu iwanofrankiwskiego, założona w 1488 r.

## Historia
Właścicielem wsi był m.in. Wincenty Kopystyński.
W okresie międzywojennym w miejscowości stacjonowała placówka Straży Granicznej I linii „Stecowa”. Miejscowość była siedzibą gminy wiejskiej Stecowa w powiecie śniatyńskim województwa stanisławowskiego.
Wieś liczy 3204 mieszkańców.